# Liste des chapelles de la Loire
La liste des chapelles de la Loire présente les chapelles de culte catholique situées sur le territoire des communes du département français de la Loire. Il est fait état des diverses protections dont elles peuvent bénéficier, et notamment les inscriptions et classements au titre des monuments historiques.
Toutes sont situées dans le diocèse de Saint-Étienne.

## Liste
| Chapelle                                                                                             | Commune                            | Adresse | Coordonnées                      | Notice         | Protection                                                                        | Date        | Illustration                                                                  |
| --- | ---------------------------------- | ------- | -------------------------------- | -------------- | --------------------------------------------------------------------------------- | ----------- | ----------------------------------------------------------------------------- |
| Chapelle Saint-Symphorien d'Ambierle                                                                 | Ambierle                           |         | 46° 06′ 12″ nord, 3° 54′ 48″ est |                |                                                                                   |             | Image manquante Téléverser                                                    |
| Chapelle Sainte-Agathe d'Andrézieux-Bouthéon                                                         | Andrézieux-Bouthéon                |         | 45° 31′ 42″ nord, 4° 15′ 47″ est |                |                                                                                   |             | Image manquante Téléverser                                                    |
| Chapelle d'Apinac                                                                                    | Apinac                             |         | 45° 22′ 47″ nord, 3° 59′ 42″ est |                |                                                                                   |             | Image manquante Téléverser                                                    |
| Chapelle Notre-Dame-de-Bon-Secours de Gachat                                                         | Apinac                             |         | 45° 21′ 53″ nord, 3° 59′ 39″ est |                |                                                                                   |             | Image manquante Téléverser                                                    |
| Chapelle Saint-Marc de Fontry                                                                        | Apinac                             |         | 45° 22′ 46″ nord, 3° 59′ 09″ est |                |                                                                                   |             | Image manquante Téléverser                                                    |
| Chapelle Saint-Roch d'Apinac                                                                         | Apinac                             |         | 45° 22′ 41″ nord, 3° 59′ 43″ est |                |                                                                                   |             | Image manquante Téléverser                                                    |
| Chapelle Saint-Pierre de Montmeyn                                                                    | Bellegarde-en-Forez                |         | 45° 38′ 49″ nord, 4° 18′ 50″ est |                |                                                                                   |             | Image manquante Téléverser                                                    |
| Chapelle Saint-Claude de Belmont-de-la-Loire                                                         | Belmont-de-la-Loire                |         | 46° 10′ 26″ nord, 4° 21′ 05″ est |                |                                                                                   |             | Chapelle Saint-Claude de Belmont-de-la-Loire                                  |
| Chapelle Notre-Dame de Bonson                                                                        | Bonson                             |         | 45° 31′ 11″ nord, 4° 14′ 28″ est | « PA00117429 » | Inscrit MH                                                                        | 1987        | Chapelle Notre-Dame de Bonson                                                 |
| Chapelle de l'hospice de Bourg-Argental                                                              | Bourg-Argental                     |         | 45° 17′ 44″ nord, 4° 33′ 32″ est |                |                                                                                   |             | Image manquante Téléverser                                                    |
| Chapelle Saint-Georges d'Argental                                                                    | Bourg-Argental                     |         | 45° 18′ 11″ nord, 4° 32′ 24″ est |                |                                                                                   |             | Chapelle Saint-Georges d'Argental                                             |
| Chapelle en ruines de Chantois                                                                       | Bully                              |         | 45° 55′ 47″ nord, 4° 02′ 04″ est |                |                                                                                   |             | Image manquante Téléverser                                                    |
| Chapelle Saint-Roch de Bussières                                                                     | Bussières                          |         | 45° 49′ 13″ nord, 4° 15′ 58″ est |                |                                                                                   |             | Chapelle Saint-Roch de Bussières                                              |
| Chapelle Notre-Dame de Bussy                                                                         | Bussy-Albieux                      |         | 45° 47′ 36″ nord, 4° 01′ 59″ est |                |                                                                                   |             | Chapelle Notre-Dame de Bussy                                                  |
| Chapelle Saint-Antoine d'Albieux                                                                     | Bussy-Albieux                      |         | 45° 47′ 42″ nord, 3° 59′ 46″ est |                |                                                                                   |             | Image manquante Téléverser                                                    |
| Chapelle du château de Sourcieux                                                                     | Chalain-le-Comtal                  |         | 45° 38′ 33″ nord, 4° 12′ 11″ est |                |                                                                                   |             | Image manquante Téléverser                                                    |
| Chapelle Notre-Dame-des-Anges de Chalain-le-Comtal                                                   | Chalain-le-Comtal                  |         | 45° 38′ 47″ nord, 4° 10′ 30″ est |                |                                                                                   |             | Image manquante Téléverser                                                    |
| Chapelle de la Croix Leigne                                                                          | Chandon                            |         | 46° 08′ 57″ nord, 4° 10′ 49″ est |                |                                                                                   |             | Image manquante Téléverser                                                    |
| Chapelle du Calvaire de Charlieu                                                                     | Charlieu                           |         | 46° 09′ 47″ nord, 4° 10′ 06″ est |                |                                                                                   |             | Image manquante Téléverser                                                    |
| Chapelle du Prieur de Charlieu                                                                       | Charlieu                           |         | 46° 09′ 28″ nord, 4° 10′ 08″ est |                |                                                                                   |             | Chapelle du Prieur de Charlieu                                                |
| Chapelle des Pénitents blancs de Chavanay                                                            | Chavanay                           |         | 45° 24′ 42″ nord, 4° 43′ 36″ est |                |                                                                                   |             | Chapelle des Pénitents blancs de Chavanay                                     |
| Chapelle Saint-Basile de la Gorge                                                                    | Chavanay                           |         | 45° 24′ 05″ nord, 4° 44′ 12″ est |                |                                                                                   |             | Chapelle Saint-Basile de la Gorge                                             |
| Chapelle Notre-Dame-de-la-Salette de Cherier                                                         | Cherier                            |         | 45° 58′ 35″ nord, 3° 55′ 25″ est |                |                                                                                   |             | Image manquante Téléverser                                                    |
| Chapelle Notre-Dame des Champs de Chirassimont                                                       | Chirassimont                       |         | 45° 56′ 15″ nord, 4° 17′ 45″ est |                |                                                                                   |             | Chapelle Notre-Dame des Champs de Chirassimont                                |
| Chapelle Notre-Dame-de-Pitié de Chirassimont                                                         | Chirassimont                       |         | 45° 54′ 49″ nord, 4° 17′ 21″ est |                |                                                                                   |             | Chapelle Notre-Dame-de-Pitié de Chirassimont                                  |
| Chapelle Saint-Christophe de Châteauneuf                                                             | Châteauneuf                        |         | 45° 32′ 20″ nord, 4° 38′ 52″ est |                |                                                                                   |             | Image manquante Téléverser                                                    |
| Chapelle Saint-Gilles de Fraisse                                                                     | Châtelneuf                         |         | 45° 38′ 09″ nord, 3° 57′ 18″ est | « PA00117462 » | Inscrit MH Porche et sacristie ; Classé MH Église, sauf le porche et la sacristie | 1925 ; 1931 | Chapelle Saint-Gilles de Fraisse                                              |
| Chapelle de la congrétation de la Sainte-Famille de Cordelle                                         | Cordelle                           |         | 45° 56′ 40″ nord, 4° 03′ 42″ est |                |                                                                                   |             | Image manquante Téléverser                                                    |
| Chapelle Notre-Dame-de-Bon-Secours de Coutouvre                                                      | Coutouvre                          |         | 46° 04′ 16″ nord, 4° 12′ 20″ est |                |                                                                                   |             | Image manquante Téléverser                                                    |
| Chapelle Saint-Roch des Mivières                                                                     | Cremeaux                           |         | 45° 54′ 07″ nord, 3° 55′ 19″ est |                |                                                                                   |             | Image manquante Téléverser                                                    |
| Chapelle du couvent de Croizet-sur-Gand                                                              | Croizet-sur-Gand                   |         | 45° 55′ 03″ nord, 4° 14′ 09″ est |                |                                                                                   |             | Image manquante Téléverser                                                    |
| Chapelle Saint-Étienne d'Essertines-en-Châtelneuf                                                    | Essertines-en-Châtelneuf           |         | 45° 37′ 11″ nord, 4° 00′ 18″ est | « PA00117482 » | Inscrit MH                                                                        | 1926        | Chapelle Saint-Étienne d'Essertines-en-Châtelneuf                             |
| Chapelle Notre-Dame-de-Bonne-Rencontre d'Essertines-en-Donzy                                         | Essertines-en-Donzy                |         | 45° 45′ 25″ nord, 4° 20′ 56″ est |                |                                                                                   |             | Image manquante Téléverser                                                    |
| Chapelle de Farnay                                                                                   | Farnay                             |         | 45° 29′ 34″ nord, 4° 35′ 51″ est |                |                                                                                   |             | Image manquante Téléverser                                                    |
| Chapelle du château des Bruneaux de Firminy                                                          | Firminy                            |         | 45° 22′ 49″ nord, 4° 16′ 57″ est |                |                                                                                   |             | Image manquante Téléverser                                                    |
| Chapelle Saint-Jean-Baptiste dite aussi Sainte-Poulette de Chazeau                                   | Firminy                            |         | 45° 22′ 18″ nord, 4° 16′ 40″ est |                |                                                                                   |             | Image manquante Téléverser                                                    |
| Chapelle de Sarron                                                                                   | Fourneaux                          |         | 45° 57′ 36″ nord, 4° 17′ 23″ est |                |                                                                                   |             | Image manquante Téléverser                                                    |
| Chapelle Notre-Dame-de-Pitié de la Cula                                                              | Genilac                            |         | 45° 32′ 56″ nord, 4° 34′ 11″ est |                |                                                                                   |             | Chapelle Notre-Dame-de-Pitié de la Cula                                       |
| Chapelle Sainte-Barbe de Grézolles                                                                   | Grézolles                          |         | 45° 51′ 46″ nord, 3° 57′ 15″ est | « PA00117495 » | Classé MH                                                                         | 1930        | Chapelle Sainte-Barbe de Grézolles                                            |
| Chapelle du cimetière de Jonzieux                                                                    | Jonzieux                           |         | 45° 19′ 06″ nord, 4° 21′ 41″ est |                |                                                                                   |             | Image manquante Téléverser                                                    |
| Chapelle Saint-Roch du Fay                                                                           | L'Horme                            |         | 45° 29′ 47″ nord, 4° 32′ 11″ est |                |                                                                                   |             | Image manquante Téléverser                                                    |
| Chapelle Sainte-Marguerite dite aussi Vieille chapelle de La Chapelle-Villars                        | La Chapelle-Villars                |         | 45° 28′ 10″ nord, 4° 42′ 14″ est |                |                                                                                   |             | Chapelle Sainte-Marguerite dite aussi Vieille chapelle de La Chapelle-Villars |
| Chapelle Sainte-Anne de La Fouillouse                                                                | La Fouillouse                      |         | 45° 29′ 59″ nord, 4° 18′ 59″ est |                |                                                                                   |             | Image manquante Téléverser                                                    |
| Chapelle de Tourzy                                                                                   | La Pacaudière                      |         | 46° 10′ 15″ nord, 3° 52′ 12″ est |                |                                                                                   |             | Image manquante Téléverser                                                    |
| Chapelle polonaise du Montcel                                                                        | La Ricamarie                       |         | 45° 24′ 22″ nord, 4° 21′ 52″ est |                |                                                                                   |             | Image manquante Téléverser                                                    |
| Chapelle de Moulin-Payre                                                                             | La Terrasse-sur-Dorlay             |         | 45° 27′ 50″ nord, 4° 35′ 09″ est |                |                                                                                   |             | Image manquante Téléverser                                                    |
| Chapelle Saint-Roch de La Tour-en-Jarez                                                              | La Tour-en-Jarez                   |         | 45° 28′ 47″ nord, 4° 23′ 36″ est |                |                                                                                   |             | Image manquante Téléverser                                                    |
| Chapelle Notre-Dame-de-Pitié de Leytra de La Valla-en-Gier                                           | La Valla-en-Gier                   |         | 45° 25′ 14″ nord, 4° 31′ 07″ est |                |                                                                                   |             | Image manquante Téléverser                                                    |
| Chapelle Notre-Dame-des-Victoires de l'école mariste de La Valla-en-Gier                             | La Valla-en-Gier                   |         | 45° 24′ 54″ nord, 4° 30′ 59″ est |                |                                                                                   |             | Image manquante Téléverser                                                    |
| Ancienne chapelle de la maison de retraite Notre-Dame de Lay                                         | Lay                                |         | 45° 57′ 24″ nord, 4° 13′ 02″ est |                |                                                                                   |             | Image manquante Téléverser                                                    |
| Chapelle de la maison de retraite Notre-Dame de Lay                                                  | Lay                                |         | 45° 57′ 22″ nord, 4° 13′ 03″ est |                |                                                                                   |             | Image manquante Téléverser                                                    |
| Chapelle du cimetière de Lay                                                                         | Lay                                |         | 45° 57′ 27″ nord, 4° 13′ 10″ est |                |                                                                                   |             | Image manquante Téléverser                                                    |
| Chapelle Notre-Dame de Lay                                                                           | Lay                                |         | 45° 57′ 17″ nord, 4° 12′ 57″ est |                |                                                                                   |             | Chapelle Notre-Dame de Lay                                                    |
| Chapelle Notre-Dame-de-Fatima du Cergne                                                              | Le Cergne                          |         | 46° 07′ 52″ nord, 4° 18′ 42″ est |                |                                                                                   |             | Chapelle Notre-Dame-de-Fatima du Cergne                                       |
| Chapelle Notre-Dame-de-la-Providence du Coteau                                                       | Le Coteau                          |         | 46° 01′ 38″ nord, 4° 05′ 13″ est |                |                                                                                   |             | Image manquante Téléverser                                                    |
| Chapelle Sainte-Marie du Coteau                                                                      | Le Coteau                          |         | 46° 00′ 59″ nord, 4° 05′ 11″ est |                |                                                                                   |             | Image manquante Téléverser                                                    |
| Chapelle Sainte-Marie du Coteau                                                                      | Le Coteau                          |         | 46° 00′ 59″ nord, 4° 05′ 11″ est |                |                                                                                   |             | Image manquante Téléverser                                                    |
| Chapelle Saint-Roch des Salles                                                                       | Les Salles                         |         | à géolocaliser                   |                |                                                                                   |             | Image manquante Téléverser                                                    |
| Chapelle Saint-Jean XXIII de Lorette                                                                 | Lorette                            |         | 45° 30′ 48″ nord, 4° 34′ 52″ est |                |                                                                                   |             | Image manquante Téléverser                                                    |
| Chapelle Saint-Roch de Vidrieux                                                                      | Lézigneux                          |         | 45° 33′ 33″ nord, 4° 04′ 41″ est | « IA42001315 » |                                                                                   |             | Chapelle Saint-Roch de Vidrieux                                               |
| Chapelle Notre-Dame de Valensanges                                                                   | Lézigneux                          |         | 45° 32′ 44″ nord, 4° 03′ 20″ est | « IA42001316 » |                                                                                   |             | Image manquante Téléverser                                                    |
| Chapelle des Tuileries                                                                               | Mably                              |         | 46° 04′ 18″ nord, 4° 02′ 38″ est |                |                                                                                   |             | Image manquante Téléverser                                                    |
| Chapelle du château de Volan                                                                         | Malleval                           |         | à géolocaliser                   |                |                                                                                   |             | Image manquante Téléverser                                                    |
| Chapelle Saint-Claude de Martel                                                                      | Malleval                           |         | à géolocaliser                   |                |                                                                                   |             | Image manquante Téléverser                                                    |
| Chapelle de Say                                                                                      | Marcilly-le-Châtel                 |         | 45° 40′ 25″ nord, 4° 00′ 18″ est |                |                                                                                   |             | Image manquante Téléverser                                                    |
| Chapelle Sainte-Anne de Marcilly-le-Châtel                                                           | Marcilly-le-Châtel                 |         | 45° 41′ 56″ nord, 4° 01′ 27″ est |                |                                                                                   |             | Chapelle Sainte-Anne de Marcilly-le-Châtel                                    |
| Chapelle Saint-Roch de Maringes                                                                      | Maringes                           |         | 45° 40′ 04″ nord, 4° 21′ 11″ est |                |                                                                                   |             | Image manquante Téléverser                                                    |
| Chapelle Saint-Marcellin-Champagnat du Rosey                                                         | Marlhes                            |         | 45° 17′ 04″ nord, 4° 24′ 45″ est |                |                                                                                   |             | Chapelle Saint-Marcellin-Champagnat du Rosey                                  |
| Chapelle Saint-Roch de Marols                                                                        | Marols                             |         | 45° 28′ 43″ nord, 4° 02′ 35″ est |                |                                                                                   |             | Chapelle Saint-Roch de Marols                                                 |
| Chapelle du château de Valinches                                                                     | Marols                             |         | 45° 27′ 24″ nord, 4° 03′ 28″ est |                |                                                                                   |             | Image manquante Téléverser                                                    |
| Chapelle du cimetière de Marols                                                                      | Marols                             |         | 45° 28′ 43″ nord, 4° 02′ 35″ est |                |                                                                                   |             | Image manquante Téléverser                                                    |
| Chapelle Saint-Roch-et-Saint-Antoine de Leignecq                                                     | Merle-Leignec                      |         | 45° 22′ 17″ nord, 4° 00′ 53″ est |                |                                                                                   |             | Image manquante Téléverser                                                    |
| Chapelle Notre-Dame d'Armont                                                                         | Montagny                           |         | 46° 03′ 16″ nord, 4° 12′ 29″ est |                |                                                                                   |             | Image manquante Téléverser                                                    |
| Chapelle du Crozet                                                                                   | Montarcher                         |         | 45° 27′ 07″ nord, 3° 59′ 13″ est |                |                                                                                   |             | Image manquante Téléverser                                                    |
| Chapelle des Pénitents du Confalon                                                                   | Montbrison                         |         | 45° 36′ 28″ nord, 4° 04′ 01″ est | « PA00117517 » | Inscrit MH                                                                        | 1946        | Chapelle des Pénitents du Confalon                                            |
| Chapelle Sainte-Eugénie de Moingt                                                                    | Montbrison                         |         | 45° 35′ 41″ nord, 4° 04′ 20″ est | « PA00117518 » | Classé MH                                                                         | 1992        | Chapelle Sainte-Eugénie de Moingt                                             |
| Chapelle de la Madeleine de Montbrison                                                               | Montbrison                         |         | à géolocaliser                   |                |                                                                                   |             | Image manquante Téléverser                                                    |
| Chapelle Saint-Jean-Bosco de Ressins                                                                 | Nandax                             |         | 46° 05′ 47″ nord, 4° 11′ 16″ est |                |                                                                                   |             | Chapelle Saint-Jean-Bosco de Ressins                                          |
| Chapelle Saint-Austrégésile de Grénieux                                                              | Nervieux                           |         | 45° 48′ 58″ nord, 4° 08′ 51″ est |                |                                                                                   |             | Image manquante Téléverser                                                    |
| Chapelle Saint-Léonard de la Brèche                                                                  | Nervieux                           |         | 45° 49′ 47″ nord, 4° 07′ 27″ est |                |                                                                                   |             | Image manquante Téléverser                                                    |
| Chapelle du cimetière de Nervieux                                                                    | Nervieux                           |         | 45° 48′ 27″ nord, 4° 09′ 09″ est |                |                                                                                   |             | Image manquante Téléverser                                                    |
| Chapelle du Calvaire de Neulise                                                                      | Neulise                            |         | 45° 53′ 46″ nord, 4° 10′ 58″ est |                |                                                                                   |             | Image manquante Téléverser                                                    |
| Chapelle mortuaire de la famille Alcock                                                              | Noailly                            |         | 46° 08′ 07″ nord, 4° 00′ 42″ est |                |                                                                                   |             | Chapelle mortuaire de la famille Alcock                                       |
| Chapelle de la Source de l'Hermitage                                                                 | Noirétable                         |         | à géolocaliser                   |                |                                                                                   |             | Chapelle de la Source de l'Hermitage                                          |
| Chapelle du cimetière de l'Hermitage                                                                 | Noirétable                         |         | à géolocaliser                   |                |                                                                                   |             | Image manquante Téléverser                                                    |
| Chapelle Notre-Dame de Néronde                                                                       | Néronde                            |         | 45° 50′ 15″ nord, 4° 14′ 25″ est | « PA00117534 » | Inscrit MH Chœur                                                                  | 1978        | Chapelle Notre-Dame de Néronde                                                |
| Chapelle Saint-Loup de Saint-Loup (Loire)                                                            | Panissières                        |         | 45° 48′ 03″ nord, 4° 20′ 02″ est |                |                                                                                   |             | Chapelle Saint-Loup de Saint-Loup (Loire)                                     |
| Chapelle Saint-Vérand de Perreux                                                                     | Perreux                            |         | 46° 02′ 19″ nord, 4° 07′ 17″ est | « PA00117542 » | Inscrit MH                                                                        | 1949        | Chapelle Saint-Vérand de Perreux                                              |
| Chapelle de l'Hospice de Perreux                                                                     | Perreux                            |         | à géolocaliser                   |                |                                                                                   |             | Image manquante Téléverser                                                    |
| Chapelle de l'institution Saint-Gildas de Perreux                                                    | Perreux                            |         | à géolocaliser                   |                |                                                                                   |             | Image manquante Téléverser                                                    |
| Chapelle Notre-Dame-de-Lourdes des Odiberts                                                          | Pouilly-lès-Feurs                  |         | 45° 48′ 51″ nord, 4° 13′ 27″ est |                |                                                                                   |             | Image manquante Téléverser                                                    |
| Chapelle Saint-Benoît de Pouilly-lès-Feurs                                                           | Pouilly-lès-Feurs                  |         | 45° 47′ 49″ nord, 4° 14′ 05″ est |                |                                                                                   |             | Image manquante Téléverser                                                    |
| Chapelle de l'abbaye bénédictine de Pradines                                                         | Pradines                           |         | 45° 58′ 55″ nord, 4° 10′ 08″ est |                |                                                                                   |             | Image manquante Téléverser                                                    |
| Chapelle Sainte-Marie-Madeleine de Forêt communale de Pélussin                                       | Pélussin                           |         | 45° 24′ 36″ nord, 4° 37′ 20″ est |                |                                                                                   |             | Image manquante Téléverser                                                    |
| Chapelle Saint-Georges de Virieux                                                                    | Pélussin                           |         | 45° 25′ 07″ nord, 4° 40′ 14″ est |                |                                                                                   |             | Image manquante Téléverser                                                    |
| Chapelle Sainte-Catherine de Miribel                                                                 | Périgneux                          |         | 45° 26′ 41″ nord, 4° 10′ 09″ est |                |                                                                                   |             | Image manquante Téléverser                                                    |
| Chapelle Saint-Roch de Renaison                                                                      | Renaison                           |         | 46° 03′ 10″ nord, 3° 55′ 15″ est |                |                                                                                   |             | Chapelle Saint-Roch de Renaison                                               |
| Chapelle Notre-Dame-de-Beaucueil de Riorges                                                          | Riorges                            |         | 46° 02′ 56″ nord, 4° 02′ 36″ est |                |                                                                                   |             | Image manquante Téléverser                                                    |
| Chapelle Sainte-Thérèse du Pontet                                                                    | Riorges                            |         | 46° 03′ 08″ nord, 4° 03′ 44″ est |                |                                                                                   |             | Image manquante Téléverser                                                    |
| Chapelle de la maison de retraite de Rive-de-Gier                                                    | Rive-de-Gier                       |         | à géolocaliser                   |                |                                                                                   |             | Image manquante Téléverser                                                    |
| Chapelle du Grand Pont                                                                               | Rive-de-Gier                       |         | à géolocaliser                   |                |                                                                                   |             | Image manquante Téléverser                                                    |
| Chapelle du lycée le Mollard du Mollard                                                              | Rive-de-Gier                       |         | à géolocaliser                   |                |                                                                                   |             | Image manquante Téléverser                                                    |
| Chapelle Notre-Dame du Rosaire                                                                       | Roanne                             |         | 46° 02′ 28″ nord, 4° 03′ 57″ est |                |                                                                                   |             | Chapelle Notre-Dame du Rosaire                                                |
| Chapelle Saint-Nicolas-du-Port de Roanne                                                             | Roanne                             |         | 46° 02′ 06″ nord, 4° 04′ 40″ est | « PA00117560 » | Inscrit MH                                                                        | 1964        | Chapelle Saint-Nicolas-du-Port de Roanne                                      |
| Chapelle de l'hôpital de Roanne                                                                      | Roanne                             |         | à géolocaliser                   |                |                                                                                   |             | Image manquante Téléverser                                                    |
| Chapelle du Carmel de Roanne                                                                         | Roanne                             |         | à géolocaliser                   |                |                                                                                   |             | Image manquante Téléverser                                                    |
| Chapelle du lycée Sainte-Anne de Roanne                                                              | Roanne                             |         | à géolocaliser                   |                |                                                                                   |             | Image manquante Téléverser                                                    |
| Chapelle Saint-Charles de Roanne                                                                     | Roanne                             |         | à géolocaliser                   |                |                                                                                   |             | Image manquante Téléverser                                                    |
| Chapelle Saint-Jean-Marie-Vianney de Roanne                                                          | Roanne                             |         | à géolocaliser                   |                |                                                                                   |             | Image manquante Téléverser                                                    |
| Chapelle Saint-Michel de Roanne                                                                      | Roanne                             |         | à géolocaliser                   |                |                                                                                   |             | Chapelle Saint-Michel de Roanne                                               |
| Chapelle Saint-Roch de Livatte                                                                       | Roanne                             |         | à géolocaliser                   |                |                                                                                   |             | Image manquante Téléverser                                                    |
| Chapelle du château de Roche-la-Molière                                                              | Roche-la-Molière                   |         | à géolocaliser                   |                |                                                                                   |             | Image manquante Téléverser                                                    |
| Chapelle Notre-Dame de Font Chara                                                                    | Roisey                             |         | 45° 23′ 10″ nord, 4° 40′ 36″ est |                |                                                                                   |             | Image manquante Téléverser                                                    |
| Chapelle Saint-Antoine du Bois                                                                       | Roisey                             |         | 45° 24′ 15″ nord, 4° 38′ 53″ est |                |                                                                                   |             | Image manquante Téléverser                                                    |
| Chapelle Saint-Jean-Baptiste de Martinange                                                           | Rozier-Côtes-d'Aurec               |         | 45° 22′ 33″ nord, 4° 07′ 15″ est |                |                                                                                   |             | Image manquante Téléverser                                                    |
| Chapelle Saint-Roch de Rozier-en-Donzy                                                               | Rozier-en-Donzy                    |         | 45° 48′ 08″ nord, 4° 16′ 53″ est |                |                                                                                   |             | Image manquante Téléverser                                                    |
| Chapelle de la Conversion-de-Saint-Paul de Naconne                                                   | Régny                              |         | 45° 59′ 07″ nord, 4° 11′ 15″ est |                |                                                                                   |             | Image manquante Téléverser                                                    |
| Chapelle Notre-Dame de Couzan                                                                        | Sail-sous-Couzan                   |         | 45° 43′ 45″ nord, 3° 58′ 11″ est | « IA42000626 » |                                                                                   |             | Chapelle Notre-Dame de Couzan                                                 |
| Chapelle Notre-Dame de Couzan                                                                        | Sail-sous-Couzan                   |         | 45° 43′ 45″ nord, 3° 58′ 11″ est | « IA42000626 » |                                                                                   |             | Chapelle Notre-Dame de Couzan                                                 |
| Chapelle Saint-Roch de Saint-Barthélemy-Lestra                                                       | Saint-Barthélemy-Lestra            |         | 45° 43′ 23″ nord, 4° 20′ 15″ est |                |                                                                                   |             | Image manquante Téléverser                                                    |
| Chapelle de l'hôpital anciennement chapelle des Ursulines de Saint-Bonnet-le-Château                 | Saint-Bonnet-le-Château            |         | à géolocaliser                   |                |                                                                                   |             | Image manquante Téléverser                                                    |
| Chapelle Saint-Roch de Courreau                                                                      | Saint-Bonnet-le-Courreau           |         | à géolocaliser                   |                |                                                                                   |             | Image manquante Téléverser                                                    |
| Chapelle des Minimes de Saint-Chamond                                                                | Saint-Chamond                      |         | 45° 28′ 35″ nord, 4° 30′ 44″ est | « PA00117589 » | Inscrit MH Façade du 18e siècle                                                   | 1965        | Image manquante Téléverser                                                    |
| Chapelle de Bourdon                                                                                  | Saint-Chamond                      |         | à géolocaliser                   |                |                                                                                   |             | Image manquante Téléverser                                                    |
| Chapelle de Chavanne                                                                                 | Saint-Chamond                      |         | à géolocaliser                   |                |                                                                                   |             | Image manquante Téléverser                                                    |
| Chapelle de l'institution Sainte-Marie de Saint-Chamond                                              | Saint-Chamond                      |         | à géolocaliser                   |                |                                                                                   |             | Image manquante Téléverser                                                    |
| Chapelle des Ursulines de Saint-Chamond                                                              | Saint-Chamond                      |         | à géolocaliser                   |                |                                                                                   |             | Image manquante Téléverser                                                    |
| Chapelle Notre-Dame de l'Hermitage de Saint-Chamond                                                  | Saint-Chamond                      |         | à géolocaliser                   |                |                                                                                   |             | Image manquante Téléverser                                                    |
| Chapelle Sainte-Thérèse de Saint-Chamond                                                             | Saint-Chamond                      |         | à géolocaliser                   |                |                                                                                   |             | Image manquante Téléverser                                                    |
| Chapelle Saint-Luc de l'Hôtel-Dieu de Saint-Chamond                                                  | Saint-Chamond                      |         | à géolocaliser                   |                |                                                                                   |             | Image manquante Téléverser                                                    |
| Chapelle des Pénitents de Saint-Chamond                                                              | Saint-Chamond                      |         | à géolocaliser                   |                |                                                                                   |             | Chapelle des Pénitents de Saint-Chamond                                       |
| Chapelle Notre-Dame-de-Lourdes de Saint-Christo-en-Jarez                                             | Saint-Christo-en-Jarez             |         | à géolocaliser                   |                |                                                                                   |             | Image manquante Téléverser                                                    |
| Chapelle du cimetière du Vieux Bourg                                                                 | Saint-Denis-de-Cabanne             |         | à géolocaliser                   |                |                                                                                   |             | Image manquante Téléverser                                                    |
| Chapelle Saint-Roch de Saint-Didier-sur-Rochefort                                                    | Saint-Didier-sur-Rochefort         |         | 46° 10′ 04″ nord, 4° 12′ 37″ est |                |                                                                                   |             | Image manquante Téléverser                                                    |
| Chapelle de Madame Cherbouquet-Badoit                                                                | Saint-Galmier                      |         | 45° 35′ 23″ nord, 4° 19′ 08″ est | « PA42000037 » | Inscrit MH                                                                        | 2009        | Image manquante Téléverser                                                    |
| Chapelle Notre-Dame-des-Pauvres de Saint-Galmier                                                     | Saint-Galmier                      |         | à géolocaliser                   |                |                                                                                   |             | Image manquante Téléverser                                                    |
| Chapelle Notre-Dame-de-Pitié de Saint-Genest-Lerpt                                                   | Saint-Genest-Lerpt                 |         | 45° 26′ 47″ nord, 4° 20′ 03″ est |                |                                                                                   |             | Image manquante Téléverser                                                    |
| Chapelle Sainte-Thérèse du Chasseur                                                                  | Saint-Genest-Lerpt                 |         | à géolocaliser                   |                |                                                                                   |             | Image manquante Téléverser                                                    |
| Chapelle du château de Pérusel                                                                       | Saint-Genest-Malifaux              |         | à géolocaliser                   |                |                                                                                   |             | Image manquante Téléverser                                                    |
| Chapelle Sainte-Marguerite de Mont-Supt                                                              | Saint-Georges-Haute-Ville          |         | 45° 32′ 13″ nord, 4° 04′ 54″ est |                |                                                                                   |             | Image manquante Téléverser                                                    |
| Chapelle Notre-Dame de Baroille                                                                      | Saint-Georges-de-Baroille          |         | 45° 51′ 47″ nord, 4° 05′ 33″ est |                |                                                                                   |             | Image manquante Téléverser                                                    |
| Chapelle de la Madeleine de Saint-Germain-Laval                                                      | Saint-Germain-Laval                |         | 45° 49′ 49″ nord, 4° 00′ 37″ est | « PA00117616 » | Inscrit MH Clocher                                                                | 1952        | Chapelle de la Madeleine de Saint-Germain-Laval                               |
| Chapelle Notre-Dame de Laval                                                                         | Saint-Germain-Laval                |         | 45° 49′ 50″ nord, 4° 00′ 18″ est | « PA00117617 » | Inscrit MH                                                                        | 1928        | Image manquante Téléverser                                                    |
| Chapelle de la Nativité-de-Notre-Dame-et-Saint-Jean-Baptiste de Verrières                            | Saint-Germain-Laval                |         | à géolocaliser                   |                |                                                                                   |             | Image manquante Téléverser                                                    |
| Chapelle des Athiauds de Saint-Germain-Lespinasse                                                    | Saint-Germain-Lespinasse           |         | à géolocaliser                   |                |                                                                                   |             | Image manquante Téléverser                                                    |
| Chapelle Saint-Roch de Saint-Haon-le-Châtel                                                          | Saint-Haon-le-Châtel               |         | à géolocaliser                   |                |                                                                                   |             | Image manquante Téléverser                                                    |
| Chapelle Gignoux-Claude-Joseph du Puy                                                                | Saint-Jean-Saint-Maurice-sur-Loire |         | à géolocaliser                   |                |                                                                                   |             | Image manquante Téléverser                                                    |
| Chapelle Saint-Jean de Saint-Jodard                                                                  | Saint-Jodard                       |         | à géolocaliser                   |                |                                                                                   |             | Chapelle Saint-Jean de Saint-Jodard                                           |
| Chapelle Notre-Dame-de-Lourdes de Crêt Chagneux                                                      | Saint-Joseph                       |         | à géolocaliser                   |                |                                                                                   |             | Chapelle Notre-Dame-de-Lourdes de Crêt Chagneux                               |
| Chapelle Saint-Jean de Saint-Just-Saint-Rambert                                                      | Saint-Just-Saint-Rambert           |         | 45° 29′ 51″ nord, 4° 14′ 44″ est | « PA00117637 » | Inscrit MH                                                                        | 1972        | Chapelle Saint-Jean de Saint-Just-Saint-Rambert                               |
| Chapelle de l'hospice de Saint-Just-Saint-Rambert                                                    | Saint-Just-Saint-Rambert           |         | à géolocaliser                   |                |                                                                                   |             | Image manquante Téléverser                                                    |
| Chapelle de Saint-Just-Saint-Rambert                                                                 | Saint-Just-Saint-Rambert           |         | à géolocaliser                   |                |                                                                                   |             | Image manquante Téléverser                                                    |
| Chapelle Saint-Roch de Saint-Just-en-Bas                                                             | Saint-Just-en-Bas                  |         | à géolocaliser                   |                |                                                                                   |             | Image manquante Téléverser                                                    |
| Chapelle Notre-Dame du Château                                                                       | Saint-Just-en-Chevalet             |         | 45° 55′ 02″ nord, 3° 50′ 35″ est | « PA00117634 » | Inscrit MH                                                                        | 1982        | Chapelle Notre-Dame du Château                                                |
| Chapelle de la Vierge de Turin                                                                       | Saint-Just-la-Pendue               |         | 45° 52′ 57″ nord, 4° 14′ 49″ est |                |                                                                                   |             | Image manquante Téléverser                                                    |
| Chapelle Notre-Dame-de-Liesse-et-Saint-Roch de Saint-Just-la-Pendue                                  | Saint-Just-la-Pendue               |         | 45° 53′ 27″ nord, 4° 14′ 23″ est |                |                                                                                   |             | Chapelle Notre-Dame-de-Liesse-et-Saint-Roch de Saint-Just-la-Pendue           |
| Chapelle Notre-Dame-de-la-Consolation de Saint-Marcel-d'Urfé                                         | Saint-Marcel-d'Urfé                |         | 45° 52′ 17″ nord, 3° 52′ 58″ est |                |                                                                                   |             | Chapelle Notre-Dame-de-la-Consolation de Saint-Marcel-d'Urfé                  |
| Chapelle dite grotte de Félines de Saint-Marcel-de-Félines                                           | Saint-Marcel-de-Félines            |         | à géolocaliser                   |                |                                                                                   |             | Image manquante Téléverser                                                    |
| Chapelle Saint-Roch de Saint-Marcel-de-Félines                                                       | Saint-Marcel-de-Félines            |         | à géolocaliser                   |                |                                                                                   |             | Image manquante Téléverser                                                    |
| Chapelle Saint-Catherine de Saint-Marcellin-en-Forez                                                 | Saint-Marcellin-en-Forez           |         | 45° 29′ 47″ nord, 4° 10′ 00″ est | « PA00117644 » | Inscrit MH                                                                        | 1978        | Image manquante Téléverser                                                    |
| Chapelle Notre-Dame de l'hospice de Saint-Maurice-en-Gourgois                                        | Saint-Maurice-en-Gourgois          |         | 45° 24′ 08″ nord, 4° 11′ 00″ est |                |                                                                                   |             | Image manquante Téléverser                                                    |
| Chapelle Notre-Dame-des-Anges de Gabelon                                                             | Saint-Maurice-en-Gourgois          |         | 45° 23′ 33″ nord, 4° 07′ 47″ est |                |                                                                                   |             | Image manquante Téléverser                                                    |
| Chapelle Saint-Jean-Baptiste de Château-le-Bois                                                      | Saint-Maurice-en-Gourgois          |         | 45° 23′ 34″ nord, 4° 11′ 03″ est |                |                                                                                   |             | Image manquante Téléverser                                                    |
| Chapelle Notre-Dame de Saint-Nizier-de-Fornas                                                        | Saint-Nizier-de-Fornas             |         | 45° 24′ 04″ nord, 4° 05′ 11″ est |                |                                                                                   |             | Image manquante Téléverser                                                    |
| Chapelle du couvent de Lachal                                                                        | Saint-Paul-en-Jarez                |         | à géolocaliser                   |                |                                                                                   |             | Chapelle du couvent de Lachal                                                 |
| Chapelle des Barges de Chézenasles Barges                                                            | Saint-Pierre-de-Bœuf               |         | à géolocaliser                   |                |                                                                                   |             | Image manquante Téléverser                                                    |
| Chapelle Sainte-Madeleine de Saint-Pierre-la-Noaille                                                 | Saint-Pierre-la-Noaille            |         | 46° 11′ 20″ nord, 4° 05′ 28″ est |                |                                                                                   |             | Image manquante Téléverser                                                    |
| Chapelle Saint-Roch de Saint-Romain-d'Urfé                                                           | Saint-Romain-d'Urfé                |         | 45° 52′ 59″ nord, 3° 49′ 52″ est |                |                                                                                   |             | Image manquante Téléverser                                                    |
| Chapelle Notre-Dame-de-Pitié du Pinay                                                                | Saint-Romain-en-Jarez              |         | 45° 33′ 16″ nord, 4° 32′ 23″ est |                |                                                                                   |             | Chapelle Notre-Dame-de-Pitié du Pinay                                         |
| Chapelle Saint-Jean-Baptiste de la Haute Maison                                                      | Saint-Romain-la-Motte              |         | à géolocaliser                   |                |                                                                                   |             | Image manquante Téléverser                                                    |
| Chapelle dite de Bonneville de Saint-Régis-du-Coin                                                   | Saint-Régis-du-Coin                |         | 45° 16′ 59″ nord, 4° 26′ 46″ est |                |                                                                                   |             | Image manquante Téléverser                                                    |
| Chapelle du château du Coin de Saint-Régis-du-Coin                                                   | Saint-Régis-du-Coin                |         | 45° 17′ 02″ nord, 4° 26′ 39″ est |                |                                                                                   |             | Image manquante Téléverser                                                    |
| Chapelle de Saint-Symphorien-de-Lay                                                                  | Saint-Symphorien-de-Lay            |         | 45° 57′ 06″ nord, 4° 12′ 30″ est |                |                                                                                   |             | Image manquante Téléverser                                                    |
| Chapelle Saint-Charles de Saint-Symphorien-de-Lay                                                    | Saint-Symphorien-de-Lay            |         | 45° 56′ 48″ nord, 4° 12′ 35″ est |                |                                                                                   |             | Image manquante Téléverser                                                    |
| Chapelle Sainte-Anne de Saint-Symphorien-de-Lay                                                      | Saint-Symphorien-de-Lay            |         | à géolocaliser                   |                |                                                                                   |             | Image manquante Téléverser                                                    |
| Chapelle de la Charité de Saint-Étienne                                                              | Saint-Étienne                      |         | 45° 25′ 59″ nord, 4° 23′ 28″ est | « PA00117596 » | Inscrit MH                                                                        | 1979        | Chapelle de la Charité de Saint-Étienne                                       |
| Chapelle de la maison Saint-François de Saint-Étienne                                                | Saint-Étienne                      |         | à géolocaliser                   |                |                                                                                   |             | Image manquante Téléverser                                                    |
| Chapelle de l'Institut des jeunes sourds de Saint-Étienne                                            | Saint-Étienne                      |         | à géolocaliser                   |                |                                                                                   |             | Image manquante Téléverser                                                    |
| Chapelle de l'institution Notre-Dame-d'Espérance de Saint-Étienne                                    | Saint-Étienne                      |         | à géolocaliser                   |                |                                                                                   |             | Image manquante Téléverser                                                    |
| Chapelle de Saint-Étienne                                                                            | Saint-Étienne                      |         | à géolocaliser                   |                |                                                                                   |             | Image manquante Téléverser                                                    |
| Chapelle des Capucins de Saint-Étienne                                                               | Saint-Étienne                      |         | 45° 26′ 00″ nord, 4° 23′ 06″ est |                |                                                                                   |             | Chapelle des Capucins de Saint-Étienne                                        |
| Chapelle des Petites Sœurs des Pauvres de Saint-Étienne                                              | Saint-Étienne                      |         | à géolocaliser                   |                |                                                                                   |             | Image manquante Téléverser                                                    |
| Chapelle du centre Saint-Augustin de Saint-Étienne                                                   | Saint-Étienne                      |         | 45° 25′ 07″ nord, 4° 23′ 37″ est |                |                                                                                   |             | Image manquante Téléverser                                                    |
| Chapelle Notre-Dame du Bréat                                                                         | Saint-Étienne                      |         | 45° 27′ 03″ nord, 4° 16′ 17″ est |                |                                                                                   |             | Image manquante Téléverser                                                    |
| Chapelle Notre-Dame-des-Sept-Douleurs de Rochetaillée                                                | Saint-Étienne                      |         | 45° 24′ 40″ nord, 4° 26′ 44″ est |                |                                                                                   |             | Chapelle Notre-Dame-des-Sept-Douleurs de Rochetaillée                         |
| Chapelle Saint-Bernard du couvent des Sœurs franciscaines de Sainte-Marie-des-Anges de Saint-Étienne | Saint-Étienne                      |         | à géolocaliser                   |                |                                                                                   |             | Image manquante Téléverser                                                    |
| Chapelle Saint-Joseph de Monthieu                                                                    | Saint-Étienne                      |         | à géolocaliser                   |                |                                                                                   |             | Image manquante Téléverser                                                    |
| Chapelle de la Bouteresse                                                                            | Sainte-Agathe-la-Bouteresse        |         | 45° 44′ 00″ nord, 4° 02′ 36″ est |                |                                                                                   |             | Image manquante Téléverser                                                    |
| Chapelle Sainte-Brigitte dite chapelle des fous de Jurieux                                           | Sainte-Croix-en-Jarez              |         | 45° 29′ 10″ nord, 4° 38′ 19″ est |                |                                                                                   |             | Image manquante Téléverser                                                    |
| Chapelle Saint-Sulpice de Saint-Sulpice (Loire)                                                      | Sainte-Foy-Saint-Sulpice           |         | 45° 47′ 04″ nord, 4° 05′ 14″ est | « IA42000676 » |                                                                                   |             | Chapelle Saint-Sulpice de Saint-Sulpice (Loire)                               |
| Chapelle Sainte-Marguerite de Villedieu                                                              | Sainte-Foy-Saint-Sulpice           |         | 45° 44′ 43″ nord, 4° 07′ 51″ est | « IA42000679 » |                                                                                   |             | Image manquante Téléverser                                                    |
| Chapelle castrale de Donzy                                                                           | Salt-en-Donzy                      |         | 45° 44′ 51″ nord, 4° 16′ 58″ est |                |                                                                                   |             | Image manquante Téléverser                                                    |
| Chapelle de la Sainte-Croix de Lavalette                                                             | Salvizinet                         |         | 45° 45′ 45″ nord, 4° 17′ 28″ est | « PA00117665 » | Inscrit MH                                                                        | 1937        | Chapelle de la Sainte-Croix de Lavalette                                      |
| Chapelle Saint-Étienne de Sury-le-Comtal                                                             | Sury-le-Comtal                     |         | 45° 31′ 49″ nord, 4° 10′ 53″ est |                |                                                                                   |             | Chapelle Saint-Étienne de Sury-le-Comtal                                      |
| Chapelle du prieuré Saint-François-Régis d'Unieux                                                    | Unieux                             |         | 45° 23′ 40″ nord, 4° 16′ 19″ est |                |                                                                                   |             | Image manquante Téléverser                                                    |
| Chapelle Notre-Dame de Chambriac                                                                     | Usson-en-Forez                     |         | 45° 23′ 09″ nord, 3° 56′ 23″ est | « PA00117674 » | Inscrit MH                                                                        | 1981        | Chapelle Notre-Dame de Chambriac                                              |
| Chapelle Sainte-Reine de Lissac                                                                      | Usson-en-Forez                     |         | 45° 22′ 18″ nord, 3° 54′ 25″ est |                |                                                                                   |             | Image manquante Téléverser                                                    |
| Chapelle Notre-Dame-de-Bon-Secours de Valeille                                                       | Valeille                           |         | 45° 42′ 33″ nord, 4° 18′ 30″ est |                |                                                                                   |             | Image manquante Téléverser                                                    |
| Chapelle de l'Hôtel-Dieu de Villemontais                                                             | Villemontais                       |         | à géolocaliser                   |                |                                                                                   |             | Image manquante Téléverser                                                    |
| Chapelle Saint-Jean de Villemontais                                                                  | Villemontais                       |         | 45° 58′ 17″ nord, 3° 57′ 03″ est |                |                                                                                   |             | Image manquante Téléverser                                                    |
| Chapelle Saint-Roch de Villemontais                                                                  | Villemontais                       |         | 45° 58′ 56″ nord, 3° 57′ 12″ est |                |                                                                                   |             | Image manquante Téléverser                                                    |
| Chapelle Saint-Sulpice de Villerest                                                                  | Villerest                          |         | 45° 59′ 26″ nord, 4° 01′ 34″ est | « PA42000044 » | Inscrit MH                                                                        | 2014        | Chapelle Saint-Sulpice de Villerest                                           |
| Chapelle Saint-Roch de Violay                                                                        | Violay                             |         | 45° 51′ 15″ nord, 4° 21′ 28″ est |                |                                                                                   |             | Chapelle Saint-Roch de Violay                                                 |
| Chapelle Sainte-Marie-Secours-des-Chrétiens de Virigneux                                             | Virigneux                          |         | 45° 41′ 20″ nord, 4° 20′ 56″ est |                |                                                                                   |             | Image manquante Téléverser                                                    |
| Chapelle Saint-Sabin de Véranne                                                                      | Véranne                            |         | 45° 22′ 02″ nord, 4° 37′ 14″ est |                |                                                                                   |             | Chapelle Saint-Sabin de Véranne                                               |